# Effet Kopp-Etchells
 (décembre 2020).
Pour les articles homonymes, voir Kopp.

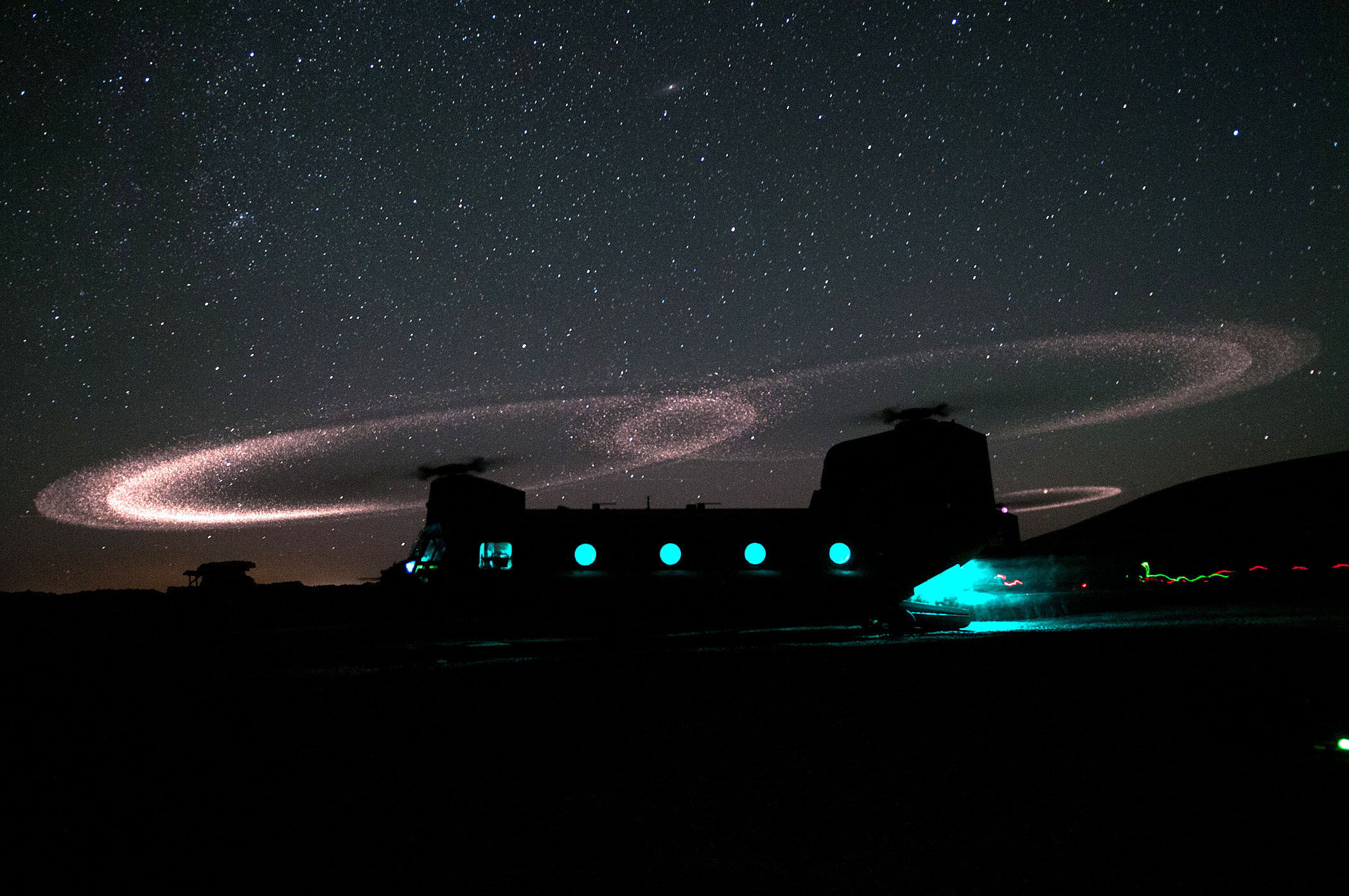
L'effet Kopp-Etchells produit par un hélicoptère Boeing CH-47 Chinook en Afghanistan.

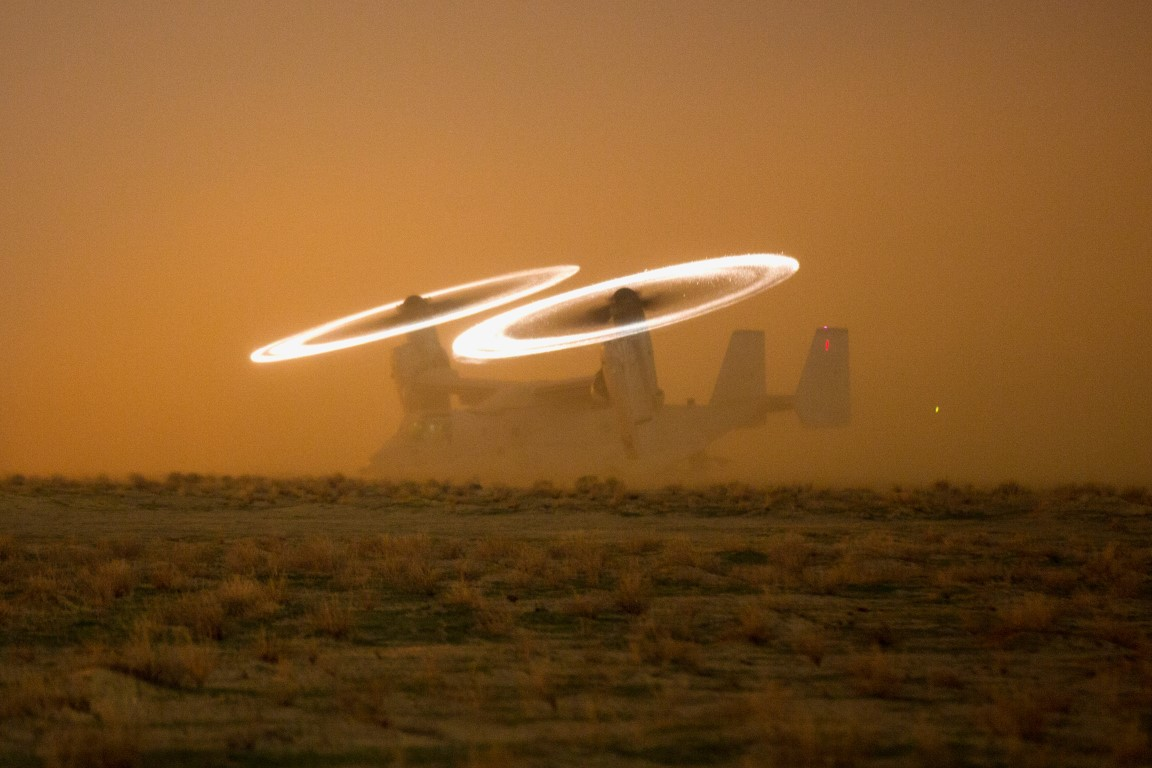
L'effet Kopp-Etchells produit par un tiltrotor Boeing-Bell V-22 Osprey (avec pose longue).

L'effet Kopp-Etchells est un anneau ou un disque étincelant qui est parfois produit par les aérogires lorsqu'ils opèrent dans des conditions désertiques, en particulier près du sol la nuit.
Le nom de cet effet a été inventé par le photographe Michael Yon (en) pour honorer deux soldats tués au combat (Benjamin Kopp et Joseph Etchells) morts au combat en juillet 2009 en Afghanistan.